# Мала (Палермо)
Мала је насеље у Италији у округу Палермо, региону Сицилија.
Према процени из 2011. у насељу је живело 24 становника. Насеље се налази на надморској висини од 583 м.